# レゾン
『レゾン』（REZON）は、1991年に発売されたアルュメ制作のアーケードゲームである。総販売元はタイトー。ジャンルは横スクロールシューティングゲーム。全6ステージ。

## 解説
タイトル画面からクレジット画面、グラフィック、ゲームシステム、ステージ構成、自機の名前までアイレムの『R-TYPE』の影響を色濃く受けているゲームである。『R-TYPE』の影響については制作陣が当時の『ゲーメスト』のインタビューで「半端な亜流を作るより好きなゲームのスタイルを堂々とやることを選択した」「半端に真似る位なら徹底的に模倣した方がいいと思った」と答えている。
ゲーム中激しく処理落ちしたり、敵の耐久力設定で一部バランスを欠いている部分があったりなど、難度は連射装置なしだと極めて高い。

## ゲームシステム
8方向レバーと1つのボタンで自機SR-91を操作する。ボタンは押すことでショットを打ち、押しっぱなしにすることでVAWSを固定することができる。ショットはアイテムを取ることにより、対空レーザー（赤）、反射ボール（青）、リングレーザー（黄）の三種類から選ぶことができる。

### VAWS
ショットアイテムを取得する事により自機の上下に装備される攻防一体の補助兵器。Variable Armor & Weapon Systemの略で、俗称はアームである。
装備しているアイテムの種類によって、通常弾と三種類のレーザーを撃つことができ、敵に接触させることでダメージを与えることができる。また、レーザー等、一部の例外を除き敵弾を防ぐことができる。
アームは自機の前後（画面の左右）の動きにあわせて動く。反射ボールやリングレーザーを装備している場合は、前方へ移動することによって徐々に180度回転しショットの方向が後方を向くようになる。回転の中心軸は自機の後尾Y軸にあるため、アームを後方に向けると自機は上下からの攻撃に対して無防備になる。対空レーザーを装備している場合、前方へ移動することによりアームが二つのパーツに分解し、その間隔が広がることで攻撃の上下幅が広がる。この場合も上下からの攻撃には無防備になる。

### ショット
アームが撃つショットの種類は以下の三つである。
対空レーザー（赤）
水平方向に向かって赤いレーザーを発射する。レーザーの中では破壊力は最も高い。他のショットと違い扇状に攻撃角度が変えられず、前後の切り替えのみとなる。
反射ボール（青）
アームの方向に青いボールを発射する。発射されたボールは地形に接触すると反射し、敵に命中するか画面外に消えるまで飛び回り続ける。
リングレーザー（黄）
アームの方向にリング型のショットを発射する。アームの外側にもう一つ砲身が付き、多くのシューティングゲームのワイドショットのように、上下合計で四方向へのショットを一度に発射することができる。威力は低い。

## 攻略テクニック
アーム自体に攻撃力があるため、方向を固定してショットを撃たずに接触して敵を倒していくほうが有効な場面が多く存在する。
アームの特性上、わずかな左右移動でもショットの撃ち方が変わってしまうため、極力前後に動かさないなど攻略中の場面で自機のとれる動きは非常に限られている。
そのため、狭い空間や敵が大量に出現する場面でいかにアームを使いこなすかが攻略の鍵となる。

## 移植版
| No. | タイトル | 発売日       | 対応機種                      | 開発元   | 発売元     | メディア                              | 型式 | 備考 | 出典                    |
| --- | -------- | ------------ | ----------------------------- | -------- | ---------- | ------------------------------------- | ---- | ---- | ----------------------- |
| 1   | レゾン   | 2023年4月6日 | PlayStation 4 Nintendo Switch | アルュメ | ハムスター | ダウンロード (アーケードアーカイブス) | -    |      | [ 1 ] [ 2 ] [ 3 ] [ 4 ] |

## スタッフ
当時アルュメでアルバイトをしていた並木学がグラフィックスタッフの1人として参加している。
- プログラム:Jun Ichikawa
- アシスタント:Kenji Kikkawa、Hiroshi Yamanaka
- グラフィック:Yoshiyuki Shikano、Yukie Sugimoto、Manabu Namiki(並木学)、Noriaki Yamaguchi、Tadahiro Negome
- サウンド:Hideyuki Ueno
- ハードウェア:Noboru Kahno